# Typex (stripauteur)

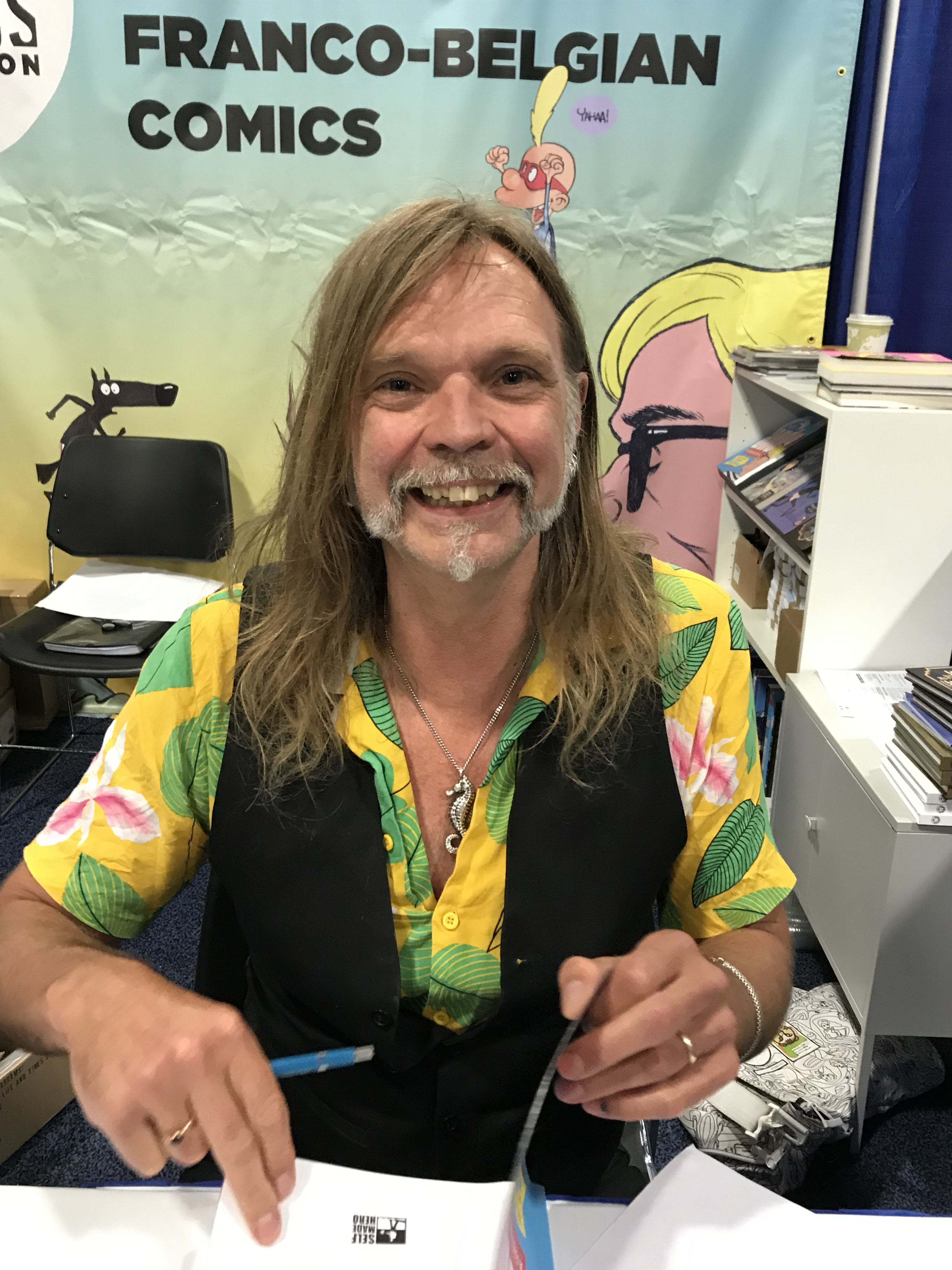
Typex

Typex is het pseudoniem van Raymond Koot (Amsterdam, 1 september 1962), een Nederlands striptekenaar en illustrator.
Typex werkt als illustrator onder andere voor VPRO, OOR, Zone 5300, Vrij Nederland, Intermediair, NRC, Volkskrant en De Filmkrant. Zijn eerste strips verschenen in het stripblad Balloen.
De meeste van zijn albums worden in Nederland uitgegeven door uitgeverij Oog & Blik.

##### Met Pontiac
In samenwerking met Peter Pontiac:
- 1998 - The Quick Brown Fax - 2 Cartoonisten corresponderen (Lambiek)
- 2021 - Lowlands Love Letters (Concertobooks)

## Prijzen
In 2013 ontving Typex de Willy Vandersteenprijs voor Rembrandt, en in 2019 werd aan hem de Stripschapprijs toegekend.